# 데릭 윌리엄스 (농구 선수)

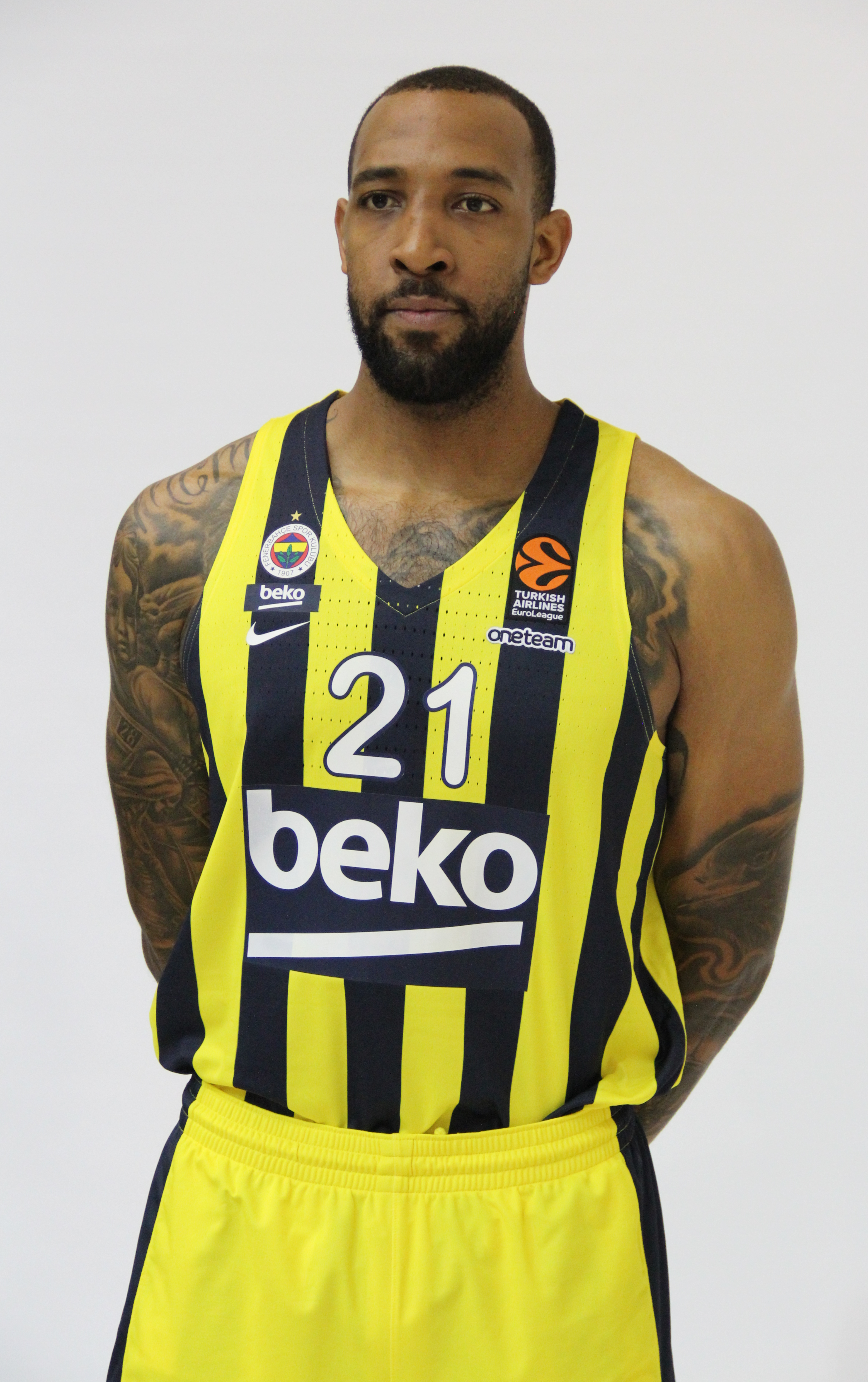

데릭 윌리엄스(Derrick Williams, 본명: 데릭 르론 윌리엄스, Derrick LeRon Williams, 1991년 5월 25일 ~ )는 그리스 농구 리그와 유로리그의 파나티나이코스 BC에서 마지막으로 뛰었던 미국 프로 농구 선수이다. 2009년부터 2011년까지 애리조나 와일드캣츠(Arizona Wildcats)에서 대학 농구를 했다.
윌리엄스는 2011년 NBA 드래프트에서 미네소타 팀버울브스에 전체 2순위로 지명됐다. 미네소타에서 두 시즌 반을 보낸 후 2013년 11월 새크라멘토 킹스로 트레이드되었다. 킹스에서 두 시즌을 보낸 후 윌리엄스는 2015년 7월 뉴욕 닉스와 계약했다. 이후 2016년 7월 마이애미 히트와 계약을 맺었다. 2017년 2월에 면제되었다. 윌리엄스는 같은 달에 클리블랜드 캐벌리어스에 합류하여 2017년 NBA 결승전에 진출했다. 2017-18 시즌을 시작하기 위해 중국과 계약했지만 2018년 3월 10일 계약으로 로스앤젤레스 레이커스에 합류했다. 윌리엄스는 2018년 10월부터 해외에서 뛰었다.

## 프로 경력
- 미네소타 팀버울브스 (2011-2013)
- 새크라멘토 킹스 (2013-2015)
- 뉴욕 닉스(2015~2016)
- 마이애미 히트(2016~2017)
- 클리블랜드 캐벌리어스 (2017)
- 텐진 골드 라이온스(2017~2018)
- 로스앤젤레스 레이커스 (2018)
- 바이에른 뮌헨 (2018-2019)
- 페네르바체 (2019-2020)
- 발렌시아 (2020-2021)
- 마카비 텔아비브(2021~2022)
- 파나티나이코스 (2022-2023)